# Bashunosaurus
Bashunosaurus is een uitgestorven monotypisch geslacht van plantenetende sauropode dinosauriërs dat tijdens het Midden-Jura leefde in het gebied van het huidige China.
Bashunosaurus' lepelvormige tanden waren uitermate geschikt voor het afbijten van planten.

## Vondst en naamgeving
In 1970 werden resten van dinosaurussen gevonden in de groeven Maanping en Laoshangou in het arrondissement Kaijiang, Sichuan.
In 2004 werd de typesoort Bashunosaurus kaijiangensis benoemd en beschreven door Kuang Xuewen. Het holotype, KM 20100, is gevonden in een laag van de Xiashaximiaoformatie die dateert uit het Bathonien, ongeveer 167 miljoen jaar oud. Het is een gedeeltelijk skelet bestaande uit zes nekwervels en acht rugwervels, een onvolledig linker schouderblad, een rechter opperarmbeen, proximale ellepijp, sacrale rib, rechter darmbeen, rechter dijbeen, rechter scheenbeen en rechter kuitbeen. Het paratype, KM 20103, bestaat uit enkele staartwervels.

## Fylogenie
Bashunosaurus werd in 2004 in de Camarasaurinae geplaatst waarmee weinig anders gezegd werd dan dat het een basale sauropode was. In 2022 het werd geplaatst op Neosauropoda incertae sedis in afwachting van opname in een cladistische context en heronderzoek.